# God Is a Woman
«God Is a Woman» (estilizado en caso de oraciones como  «God is a woman») es una canción interpretada por la cantante y compositora estadounidense Ariana Grande e incluida como el segundo sencillo de su cuarto álbum de estudio, Sweetener (2018). El tema fue lanzado el 13 de julio de 2018 a través de Republic Records. En los premios Grammy de 2019 la canción obtuvo una nominación en la categoría mejor interpretación pop solista.

## Antecedentes
Tras más de cuatro meses de absoluto silencio en las redes sociales, Grande anunció el 17 de abril de 2018 que el primer sencillo de su cuarto trabajo discográfico sería lanzado tres días después. El vídeo musical del sencillo, «No Tears Left to Cry», fue lanzado de manera simultánea junto al lanzamiento del tema en plataformas digitales. En el videoclip se podía apreciar un listado de títulos de canciones de entre ellos el de «God Is a Woman». Con el fin de promocionar dicho sencillo. la cantante se presentó en el programa televisivo The Tonight Show presentado por Jimmy Fallon el 1 de mayo. En dicha entrevista, Grande reveló tres nuevos nombres de canciones incluidas en su nuevo álbum de estudio de entre ellos el de «God Is a Woman» además de revelar que dentro del plan de promoción del álbum estaba incluida una sorpresa para sus fanáticos el día 20 de cada mes hasta el lanzamiento del álbum programado para el 17 de agosto. El 7 de mayo, Grande acudió a la exposición anual de moda Met Gala en la ciudad de Nueva York donde lució un vestido de Vera Wang inspirado en El Juicio Final de Miguel Ángel y haciendo alusión al tema ya anunciado a través de la entrevista con Fallon. Tras muchas especulaciones sobre cual sería la sorpresa que Grande daría a sus seguidores el 20 de julio, ella misma confirmó que el segundo sencillo de Sweetener sería «God Is a Woman». El 11 de julio, tras la presentación de Grande en el Unboxing Prime Day Event organizado por Amazon, Grande anunció mediante redes sociales que el lanzamiento de «God Is a Woman» se adelantaba al 13 de julio. En agosto de 2018 fue revelado al principal productor del tema, Ilya Salmanzadeh, quién planeaba ofrecerle «God Is a Woman» a un rapero antes de que Grande pidiera grabar el tema con su voz. El 18 de agosto, el grupo hacker Music Mafia filtró el demo de la canción interpretado por la cantante cubano-estadounidense Camila Cabello. Originalmente la canción fue producida para Camila, pero ella la rechazo quedando así para Ariana. 

## Composición
«God Is a Woman» es una canción mid-tempo de tres minutos y diecisiete segundos de duración en su totalidad. El tema hace uso del género R&B así como hip hop y trap en su mayoría, además de incluir breves versos rapeados por la cantante. En una entrevista con TIME, Grande describió la canción como «un himno explosivo y bohémico». Allí mismo reveló que en la canción «la voz está puesta de tal manera para que suene como un coro, pero que, en realidad, es solo ella, multiplicada». El 25 de junio de 2018, Grande describió más tarde mediante Twitter que el mensaje de la canción es sobre «empoderamiento sexual femenino y cómo las mujeres son literalmente todo y el universo está puesto en ellas». En realidad, «God Is a Woman», Grande abarca en varios puntos a lo largo de la canción, temas como el placer de la mujer y entrelazan los temas de sexualidad y espiritualidad a través de sus polémicas letras.

## Recepción

### Crítica
La canción ha sido aclamada por la crítica por muchos críticos musicales. Mike Nied de Idolator lo describió como «un himno de liberación sexual», y escribió: «El ritmo se acelera a medida que la cantante avanza hacia el coro. Incorporando un toque de hip-hop, su voz se vuelve progresivamente más intensa. El tema no es solamente un éxito, sino que también incluye un mensaje a destacar. Bryan Rolli de Forbes lo llamó «un impresionante espectáculo de virtuosismo» y "una de las mejores canciones pop del verano, si no del año". Paper Magazine también reseñó el tema diciendo: "«God Is a Woman» se atreve a imaginar un futuro donde lo ideológico es la realidad. Si alguien puede ayudar a marcar el comienzo de una era de poder femenino divino universalmente reconocido, es la Sra. Grande."

### Comercial
En el primer día desde el estreno del tema en plataformas digitales, este alcanzó la primera posición en las listas de iTunes de 30 diferentes países como Israel, Polonia, Filipinas, Costa Rica, entre otros. "God Is a Woman" fue reproducida en Spotify más de 4.2 millones de veces siendo este récord solamente superado por «No Tears Left to Cry». En lo que al contenido visual se refiere, el vídeo lírico del tema alcanzó aproximadamente 5 millones de visualizaciones en poco menos de 24 horas mientras que el videoclip de oficial fue reproducido más de 9.5 millones de veces en el mismo periodo de tiempo en YouTube. «God Is a Woman» debutó en la decimoprimera posición del Billboard Hot 100, sin embargo, tras la promoción del tema llevada a cabo a finales de agosto de 2018, el tema consiguió alcanzar la octava posición en la lista.

## Vídeo musical

### Antecedentes
A principios del mes de junio la cantante confirmó que estaba trabajando ya en material visual para el segundo sencillo del álbum. Mediante interacciones en redes sociales, especialmente Twitter, ella misma confirmó que dicho material era parte del vídeo musical para la canción, la cual había sido elegida para ser el segundo sencillo de Sweetener. El vídeo está dirigido por Dave Meyers quien ha colaborado con Grande anteriormente en los vídeos musicales «Beauty and the Beast», «No Tears Left to Cry» y «The Light Is Coming». El video se estrenó el 13 de julio de 2018 en YouTube, así como su vídeo lírico. En este último se visualiza un fondo lleno de nubes que transita a una escena cósmica, que termina con una foto fija de la cantante. El vídeo musical oficial fue lanzado más tarde el mismo día. Este presenta un monólogo de «la Reina del Pop» Madonna donde recita, según la revista Billboard, una adaptación feminista del versículo 25:17 del profeta Ezequiel, incluido en la Biblia así como diferentes homenajes a El juicio final, La creación de Adán, Rómulo y Remo y más referencias la mitología griega y cristiana. El video también incluye escenas subidas de tono, como la de Grande encima de una cama rodeada de hombres en Slip cubiertos por espuma o la de Grande completamente desnuda y cubierta con pintura y ramos de olivos en una laguna de pintura.

### Sinopsis
El vídeo musical del tema comienza con Grande ocupando el centro de la galaxia, representado un agujero negro el cual expresa el poder, así como el balance y estabilidad. Posteriormente se puede ver a la estadounidense desnuda tumbada en una piscina de colores fríos la forma de los cuales forman una vagina. La siguiente escena del vídeo muestra a Grande en un escenario que simboliza el interior del útero encima de una cama (representando el óvulo) rodeada de hombres en slip cubiertos por espuma quienes representan el espermatozoide; dando a entender que dichos hombres (espermatozoides) necesitan a la figura de la mujer (óvulos) para dar vida a un nuevo ser.
La cuarta escena del videoclip presenta un libro en idioma francés abierto en el capítulo que dice "La agricultura después del armisticio". En armisticio habla de una suspensión de hostilidades, es decir, una suspensión temporal de un conflicto bélico hecho que, por ende, no pone punto final al conflicto. En la parte derecha del libro, es decir, la que trata sobre el armisticio, se encuentran un grupo de hombres los cuales lanzan insultos a Grande quien posa como la escultura El Pensador (1904) del francés Auguste Rodin.
Seguidamente aparece un grupo muy numeroso de mujeres las cuales dan la espalda a la cámara siendo Ariana la única que muestra su rostro en el plano dando a entender que no tiene miedo a enfrentarse a lo que se les cruce en su camino con el fin de luchar por sus ideales y su gente. Durante un breve periodo de tiempo se puede ver a la cantante vestida con el icónico body dorado que la cantante Madonna usó en su gira de 1990 Blond Ambition World Tour donde la forma de las mamas termina en forma de cono mientras tiene detrás las tres cabezas de Cerbero, el perro guardián del reino de Hades quien defendía las puertas del infierno en la mitología griega.
A posteriori se proyecta una escena donde Grande representa el pabilo de una vela dando a entender que sin la figura de la mujer no habría pabilo, es decir que la vela no podría ser encendida, dando pie a la oscuridad intensificando el mensaje que la cantante dio en redes sociales: "(...) las mujeres son literalmente todo y el universo está puesto en ellas."
A continuación, se ve a Grande encima del planeta Tierra representando la diosa Gaia. En esa misma escena, la cantante intensifica la potencia de un huracán ya presente haciendo los gestos de la masturbación femenina. La escena más bizarra del videoclip tiene lugar a continuación: En esta se muestra a un grupo de castores en un entorno totalmente seco, árido, es decir, fuera de su hábitat natural hecho que hace que el animal se asuste y grite fuertemente. Esto podría hacer referencia al mito de Atila en el cual se dice: "por donde pasa mi caballo no crece la hierba" el cual habría sido cambiado a "por donde pasa el hombre no crece la hierba". En el paisaje donde dichos castores emergen se pueden apreciar unas pocas flores lilas, color que representa la doctrina del feminismo. Posteriormente, a medida que Grande camina por dicho paisaje, crece la vegetación, representando la madre naturaleza.
A continuación, se puede apreciar a la cantante imitando la postura de la loba de Rómulo y Remo la cual alimentó a quienes a posteriori serían los fundadores de Roma, el cual devendría en el mayor imperio jamás conocido. Tras dicha escena, el tema para de sonar para que Grande haga playback a una adaptación feminista del versículo 25:17 del profeta Ezequiel pronunciado por Madonna. La cantante recita dichas palabras mientras se encuentra en una réplica del Panteón de Roma para después, con un mazo, romper el techo de cristal del edificio dando paso a unas piernas femeninas de gran tamaño donde una luz divina tapa la parte que separa estas dos.
En algunas de las rápidas escenas finales, se ve a Grande sujetando unos globos en forma de diferentes planetas del sistema solar mientras se encuentra paseando por una muy fina cuerda al borde de un cañón; o bien a Grande representando la Kaaba uno de los símbolos más notables de la religión islámica. Finalmente, en la última escena del videoclip, Grande recrea La creación de Adán cambiando a este por Eva para transmitir un mensaje acorde con las letras del tema.

## Presentaciones en vivo

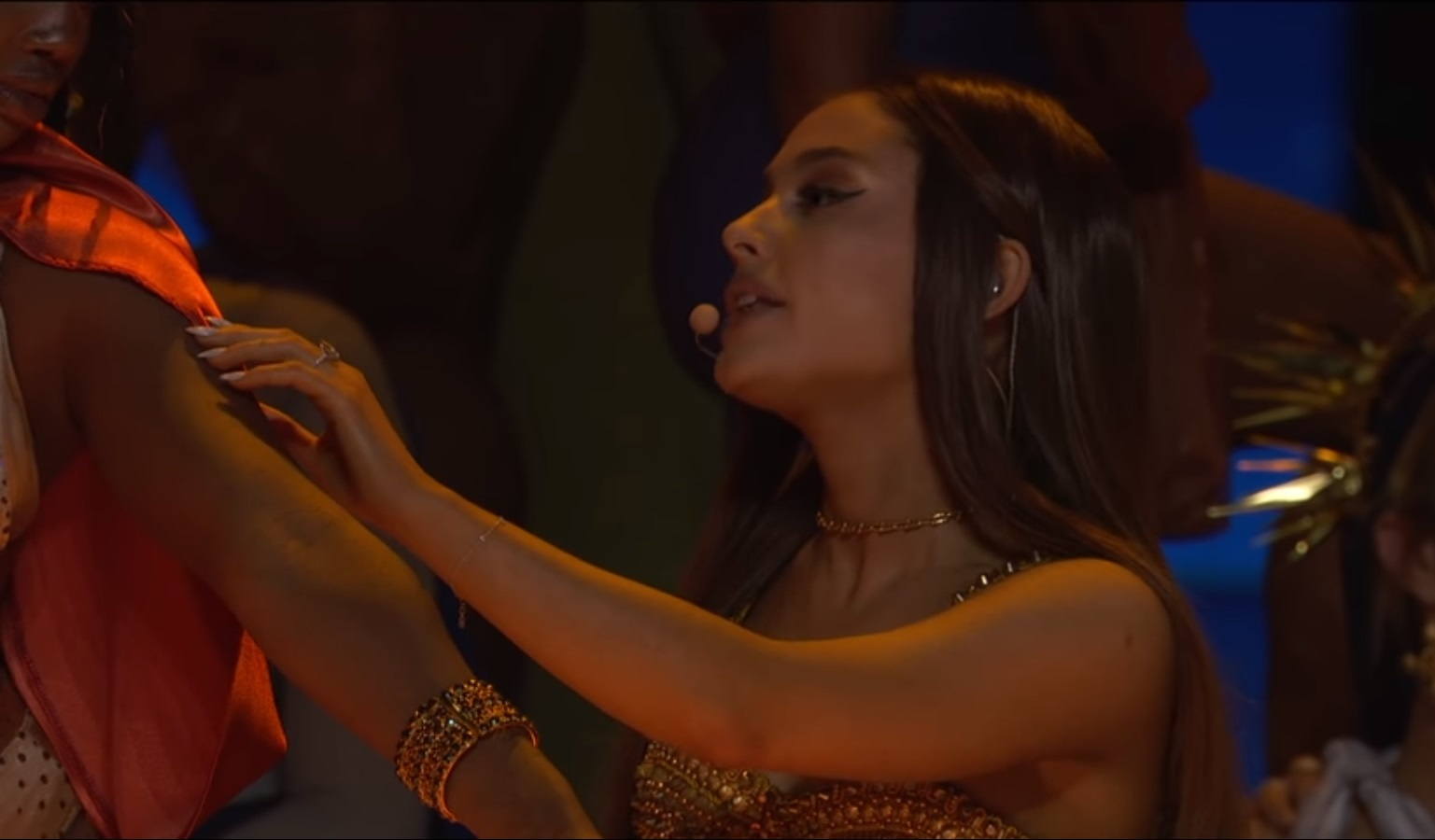
Grande presentado «God Is a Woman» en los MTV Video Music Awards 2018.

El 15 de agosto fue emitido el segmento Carpool Karaoke del programa televisivo The Late Late Show with James Corden donde Grande interpretó la canción. El 20 de agosto la cantante presentó el tema en los MTV Video Music Awards 2018. Grande también añadió la canción en el repertorio del The Sweetener Sessions.

## Posicionamiento en listas
| Listas (2018)                               | Mejor posición |
| ------------------------------------------- | -------------- |
| Alemania (Media Control AG)                 | 6              |
| Australia (ARIA)                            | 5              |
| Austria (Ö3 Austria Top 40)                 | 5              |
| Bélgica (Flandes) (Ultratip Bubbling Under) | 1              |
| Bélgica (Valonia) (Ultratip Bubbling Under) | 5              |
| Canadá (Canadian Hot 100)                   | 4              |
| Dinamarca (Tracklisten)                     | 3              |
| Escocia (Scottish Singles Sales Chart)      | 8              |
| Eslovaquia (Slovakia digital)               | 89             |
| España (PROMUSICAE)                         | 1              |
| Estados Unidos (Billboard Hot 100)          | 8              |
| Estados Unidos Dance Club Songs (Billboard) | 1              |
| Finlandia (OFC)                             | 3              |
| Francia (SNEP)                              | 38             |
| Grecia Digital Singles (IFPI)               | 1              |
| Irlanda (IRMA)                              | 4              |
| Italia (FIMI)                               | 27             |
| Japón (Japan Hot 100)                       | 73             |
| Malasia (RIM)                               | 4              |
| Noruega (VG-lista)                          | 13             |
| Nueva Zelanda (Recorded Music NZ)           | 5              |
| Países Bajos (Mega Single Top 100)          | 6              |
| República Checa (Singles Digital Top 100)   | 8              |
| Suecia (Sverigetopplistan)                  | 12             |
| Suiza (Schweizer Hitparade)                 | 6              |
| Reino Unido (UK Singles Chart)              | 4              |

## Certificaciones
| País          | Organismo certificador | Certificación | Ventas certificadas | Ref.   |
| ------------- | ---------------------- | ------------- | ------------------- | ------ |
| Australia     | ARIA                   | Platino       | 70 000              | [ 68 ] |
| Brasil        | Pró-Música Brasil      | 2× Diamante   | 320 000             | [ 69 ] |
| Canadá        | MC                     | Platino       | 80 000              | [ 70 ] |
| Nueva Zelanda | RMNZ                   | Oro           | 15 000              | [ 71 ] |
| Reino Unido   | BPI                    | Oro           | 400 000             | [ 72 ] |

## Historial de lanzamiento
| Región         | Fecha               | Formato                      | Discográfica     | Ref.   |
| -------------- | ------------------- | ---------------------------- | ---------------- | ------ |
| Mundo          | 13 de julio de 2018 | Descarga digital · streaming | Republic Records | [ 73 ] |
| Italia         | 13 de julio de 2018 | Contemporary hit radio       | Universal Music  | [ 74 ] |
| Reino Unido    | 14 de julio de 2018 | Contemporary hit radio       | Island Records   | [ 75 ] |
| Estados Unidos | 24 de julio de 2018 | Contemporary hit radio       | Universal Music  | [ 76 ] |
| Estados Unidos | 24 de julio de 2018 | Rhythmic contemporary radio  | Universal Music  | [ 77 ] |